# Кобаясі Юкі (футболіст, 2000)
Юкі Кобаясі (яп. 小林友希, нар. 18 липня 2000, Кобе) — японський футболіст, захисник шотландського «Селтіка».

## Клубна кар'єра
Народився 18 липня 2000 року в місті Кобе. Вихованець футбольної школи клубу «Віссел» (Кобе). Дорослу футбольну кар'єру розпочав 2018 року в основній команді того ж клубу.

## Виступи за збірні
У складі юнацької збірної Японії взяв участь у юнацькому (U-16) кубку Азії в Індії у 2016 році, ставши півфіналістом турніру, а з командою до 17 років зіграв на юнацькому чемпіонаті світу 2017 року в Індії, де команда дійшла до 1/8 фіналу.
У 2018 році у складі збірної Японії до 19 років Кобаясі взяв участь в юнацькому (U-19) кубку Азії в Індонезії. На турнірі він допоміг своїй команді здобути бронзові медалі турніру. Цей результат дозволив команді до 20 років кваліфікуватись на молодіжний чемпіонат світу 2019 року у Польщі, куди поїхав і Юкі.

## Титули і досягнення
- Володар Кубка шотландської ліги: 2022-23
- Чемпіон Шотландії: 2022-23
- Володар Кубка Шотландії: 2022-23